# 1988 BO4
1988 BO4 är en asteroid i huvudbältet som upptäcktes den 22 januari 1988 av den belgiske astronomen Henri Debehogne vid La Silla-observatoriet.
Den har den diameter på ungefär 12 kilometer och den tillhör asteroidgruppen Eos.